# Jon Rinneby
Jon Kristian Rinneby, född 18 november 1979 i Lund, är en svensk musiker, kompositör, musikproducent och ljudtekniker.

## Karriär
Jon Rinneby har skrivit musiken till Sveriges Televisions julkalender Snödrömmar (2024) tillsammans med Maxida Märak. Han var tidigare sångare, gitarrist, låtskrivare och producent i musikgruppen Turn off your television.

## Samarbeten
Jon Rinneby har samarbetat med artister som Maxida Märak, Nina Persson, Maia Hirasawa, Nick Borgen, Sofia Karlsson och Vit päls.